# Coplas del peregrino de Puey Monzón
Las Coplas del peregrino de Puey Monzón o Coplas del Alhichante de Puey Monçón son un poema lírico aljamiado en castellano que narra el hach o viaje a La Meca de un morisco aragonés.
Fueron descubiertas entre los muros de una casa de Almonacid de la Sierra, a fines del siglo XIX. Forma parte de un cuadernillo de 23 hojas cosido junto con otros escritos. Su autor era vecino de Puey Monçón (hoy Pueyo de Santa Cruz), y según los datos que contiene se infiere que fue compuesto a fines del siglo XVI o tal vez a principios del XVII.
Son setenta y nueve octavillas de versos generalmente octosílabos con gran libertad de rima y algunas lagunas; son frecuentes los aragonesismos y el poema es fundamentalmente de carácter narrativo. Comienza con su embarque en Valencia hacia Túnez y Alejandría; atraviesan una tormenta en las Sirtes que casi parte la nave; de allí emprende el viaje por tierra hasta El Cairo, La Meca y Medina. Brevemente describe las ciudades y algunas peripecias del viaje, y luego se extiende en la descripción de los santuarios. Su interés histórico es mucho mayor que el literario: refleja el espíritu religioso que reinaba entre los moriscos de Aragón justo antes de la expulsión y cómo se mantenía viva la tradición coránica en la comunidad morisca de ese pueblo:
Si yo me partí de mi gozo / y de todo mi linaje / para ir a tierra de moros / a hacer mi romeaje / a cumplir aquesti alhache / que es un devdo prençipal / que consume todo mal / al que hace tal vïaje... (estrofa II).
Tal vez la estrofa de más fuerza lírica de esta composición es una de las finales, que entrechoca el recuerdo doloroso de la partida con la pena por la forzosa marcha de los santos lugares:
Cuando partí caminero / de la tierra de bendiçión / quebrantose mi coraçón: / sábelo Alá, el Verdadero; / partiendo del Mensajero / recreçentó mi fortuna, / que muero y vivo a una / d'este dolor lastimero... (estrofa LXXV)